# Rejon chomutowski
Rejon chomutowski (ros. Хомутовский район) – jednostka administracyjna wchodząca w skład obwodu kurskiego w Rosji.
Centrum administracyjnym rejonu jest osiedle typu miejskiego Chomutowka, która jest także jednostką administracyjną tegoż.

## Geografia
Powierzchnia rejonu wynosi 1194,91 km².
Graniczy z innymi rejonami obwodu kurskiego: rylskim, lgowskim, konyszowskim, dmitrijewskim oraz z obwodem briańskim i z Ukrainą (obwód sumski).
Głównymi rzekami rejonu są: Swapa (44 km nurtu w rejonie), Suchaja Amońka (24 km), Amońka (15 km), Siew (24 km), Kisielewka (22 km), Niemieda (22 km), Klewień (9 km).

## Historia
Rejon powstał w roku 1928, a w skład nowo powstałego obwodu kurskiego wszedł w 1934. W wyniku reformy administracyjnej w 1963 rejon został zlikwidowany, ale w 1966 przywrócono go.

## Demografia
W 2018 rejon zamieszkiwało 8914 mieszkańców, z czego 3536 na terenach miejskich.

## Miejscowości
W skład rejonu wchodzi: 1 osiedle miejskie (Chomutowka), 8 sielsowietów (do 2010 było ich 21) i 138 wiejskich miejscowości.
| Sielsowiet      | Centrum administracyjne | Pozostałe miejscowości |
| --------------- | ----------------------- | --- |
| Głamazdiński    | Głamazdino              | Arsenjewka, Bieriozowoje, Borisowka, Jefrosimowo, Klusow, Krasnaja Połosa, Malejewka, Płoskij, Podrownoje, Smorodino, Striekałowo, Tiepłowka, Judowka, Załozje, 1-j Zielonyj Sad, 2-j Zielonyj Sad, Złobino |
| Dubowicki       | Dubowica                | Polana, Sietki, Chatusza, Szagarowo, Jasnaja Polana |
| Kalinowski      | Kalinowka               | Amoń, Bogosłowka, Gieorgijewskij, Dobryj Kriestjanin, Żedienowka, Żedienowskij, Imieni Krupskoj, Iskra, Klewień, Krasnaja Strielica, Krasnyj Pachar, Kultproswiet, Michalewka, Prichodkowo, 1-ja Turka, 2-ja Turka, Uspienskij |
| Olchowski       | Olchowka                | Ałtuchowka, Bolszaja Alesznia, Borszczewka, Wierchnij Woronok, Wierchniaja Turanka, Wierchniaja Czupachina, Wieczerniaja Zaria, Wołokitino, Wiażenka, Krasnaja Polana, Ładygina, Małaja Alesznia, Manino, Nadiejka, Niżnieje Czupachino, Niżnij Woronok, Niżniaja Turanka, Pieriejezd, Rownoje, Rodionowka, Sierowka, Uljanowka, Cukanow, Czubarowka |
| Pietrowski      | Pody                    | Bobylewka, Brysina, Bupieł, Żurawlewka, Kapustino, Kożanowka, Kurienka, Ługowoje, Miedwieżje, Mokrousowo, Muchino, Pieriestupleno, Pietrowskoje, Prawaja Lipa, Safronowka |
| Romanowski      | Romanowo                | Aleksina, Bibikow, Wieć, Diemienino, Żukow, Zarieczje, Klincy, Mielnicziszcze, Pletniew, Podlesnaja Polana, Riedkije Dubki, Samochwałowka, 1-j Starszenskij, 2-j Starszenskij, 3-j Starszenskij, Swiatozierka, Starszeje, Szewczenko |
| Salnowski       | Salnoje                 | Bieriezniak, Diegtiarka, Dobroje Pole, Kolaczek, Krasnyj Pachar, Łobki, Obży, Pasiek, Posadka, Prilepy, Taboriszcze, Chołzowka, Jarosławka |
| Skoworodniewski | Skoworodniewo           | Bogomołow, Wiesiołyj, Wiktorowka, Gołubowka, Żychowka, Zalesje, Zwieniaczka, Kiriłłowka, Krasnyj Kurgan, Lekta, Malinowskij, Mieńszykowo, Piecziszcze, Pczołka, Rowcy, Swoboda, Snytkino, Czeriemoszki, Czubarowka, Szatunowka, Szyrkow |